# Aleksiej Abrikosow
Aleksiej Aleksiejewicz Abrikosow, ros. Алексей Алексеевич Абрикосов (ur. 25 czerwca 1928 w Moskwie, zm. 29 marca 2017 w Palo Alto) – rosyjski fizyk teoretyk, laureat Nagrody Nobla w dziedzinie fizyki z 2003.

## Życiorys
Był synem profesora Aleksieja Iwanowicza Abrikosowa (1875−1955), rosyjskiego fizyka, oraz doktor Fanii Dawidownej z domu Wulf (1895−1965), fizyczki pochodzącej z rodziny rosyjskich Żydów. Jego siostra, Maria Aleksiejewna Abrikosowa (1929−1998), również zajmowała się fizyką.
W 1948 ukończył fizykę na Moskiewskim Uniwersytecie Państwowym. W latach 1948−1965 pracował w Instytucie Fizyki Akademii Nauk ZSRR, gdzie uzyskał stopień naukowy doktora.
Jego najsłynniejsze prace dotyczą fizyki ciała stałego. Zajmował się on badaniami, w jaki sposób strumień pola magnetycznego przenika przez nadprzewodniki. Stworzył teorię nadprzewodników II rodzaju oraz opisał wirową strukturę stanu mieszanego. Od roku 1991 pracował w Stanach Zjednoczonych. Był członkiem Materials Science Division w Argonne National Laboratory w stanie Illinois w USA.
Był laureatem Nagrody Leninowskiej z 1966. Razem z Witalim Lazarewiczem Ginzburgiem oraz Anthonym Jamesem Leggettem otrzymał w roku 2003 nagrodę Nobla w dziedzinie fizyki, za badania nad nadprzewodnictwem i nadciekłością.
Był żonaty ze Swietłaną Jurijewną Bunkową, z którą miał troje dzieci.